# Лободер
Лободер је насеље у Србији у општини Трстеник у Расинском округу. Према попису из 2022. било је 15 становника (према попису из 1991. било је 102 становника).
Налази се са леве стране Западне Мораве, 17 километра од Трстеника, 14 километара од Манастира Љубостиња, на Гледићким планинама, подно врха Самар (922 m). Село је 1822. године имало 11 домова и 102 становника, а 1866. 24 дома и 143 становника. Данас има једва двадесетак становника, углавном стараца.

## Економски потенцијал и саобраћајна инфраструктура
Село Лободер има изузетне могућности за воћарство, посебно гајење шљиве, сточарство, посебно за овчарство и за брање шумских плодова: купине и печурака. Удаљеност од најближег већег места Трстеника, лоша саобраћајна веза и надасве, недостатак младих људи не пружају наду да ће се једног дана ово село обновити.Напротив, велика је вероватноћа да ће за десетак година да нестане и да ће још увек култивисане површине поново обрасти у густу, непроходну шуму, како је то било пре настанка села.
Овде се налазе Запис Крстића јавор (Лободер) и Запис Живковића јабука (Лободер).

## Историја
До Другог српског устанка Лободер се налазио у саставу Османског царства. Након Другог српског устанка Лободер улази у састав Кнежевине Србије и административно је припадао Јагодинској нахији и Левачкој кнежини све до 1834. године када је Србија подељена на сердарства.

## Други свeтcки paт
Јединице нацистичке Немачке су 18. марта 1943.године починиле злочин над цивилним становништвом Лободерa одвођењем 29 људи у пуној снази је у логор на Бањици где је њих 28 убијено,a село у потпуности спаљено.Од тога се село више никада није опоравило.

## Просвета и школе
Почеци просветитељства у Лободеру су везани за описмењавање у Манастиру Љубостињa.Зграда основне школе, коју је 1942/43 године похађало 77 ђака ,спаљенa je 18. марта 1943.године од јединица нацистичке Немачке.

## Демографија
У насељу Лободер живи 53 пунолетна становника, а просечна старост становништва износи 66,4 година (62,7 код мушкараца и 69,1 код жена). У насељу има 34 домаћинства, а просечан број чланова по домаћинству је 1,56.
Ово насеље је у потпуности насељено Србима (према попису из 2002. године).
|  |

| Демографија | Демографија | Демографија |
| Година      | Становника  | Становника  |
| ----------- | ----------- | ----------- |
| 1948.       | 389         |             |
| 1953.       | 394         |             |
| 1961.       | 394         |             |
| 1971.       | 291         |             |
| 1981.       | 192         |             |
| 1991.       | 102         | 95          |
| 2002.       | 53          | 53          |

| Етнички састав према попису из 2002.‍ | Етнички састав према попису из 2002.‍ | Етнички састав према попису из 2002.‍ | Етнички састав према попису из 2002.‍ | Етнички састав према попису из 2002.‍ |
| ------------------------------------ | ------------------------------------ | ------------------------------------ | ------------------------------------ | ------------------------------------ |
|                                      |                                      |                                      |                                      |                                      |
| Срби                                 | Срби                                 |                                      | 53                                   | 100,0%                               |
| непознато                            | непознато                            |                                      | 0                                    | 0,0%                                 |

| Лободер у пописима Јагодинске нахије — од 1818. до 1829.                          |       |       |       |       |       |       |          |       |       |       |       |       |
| Година пописа                                                                     | 1818. | 1819. | 1820. | 1821. | 1822. | 1823. | 1824/25. | 1825. | 1826. | 1827. | 1828. | 1829. |
| Куће                                                                              | 11    | 11    | 11    | 11    | 11    | 11    | 11       | 14    | 10    | 11    | 10    | 11    |
| Пореске главе*                                                                    | -     | 16    | 16    | 16    | 16    | 15    | 15       | 14    | 12    | 11    | 12    | 12    |
| Арачке главе**                                                                    | 24    | 33    | 34    | 34    | 33    | 32    | 32       | 30    | 29    | 32    | 31    | 32    |
| *Пореске главе = Ожењени мушкарци \| ** Арачке главе = Мушкарци од 7 до 70 година |       |       |       |       |       |       |          |       |       |       |       |       |

| Година пописа     | 1948. | 1953. | 1961. | 1971. | 1981. | 1991. | 2002. |
| ----------------- | ----- | ----- | ----- | ----- | ----- | ----- | ----- |
| Број домаћинстава | 64    | 68    | 75    | 68    | 59    | 50    | 34    |

| Број чланова      | 1  | 2  | 3 | 4 | 5 | 6 | 7 | 8 | 9 | 10 и више | Просек |
| ----------------- | -- | -- | - | - | - | - | - | - | - | --------- | ------ |
| Број домаћинстава | 20 | 12 | 0 | 1 | 1 | 0 | 0 | 0 | 0 | 0         | 1,56   |

| Пол    | Укупно | Неожењен/Неудата | Ожењен/Удата | Удовац/Удовица | Разведен/Разведена | Непознато |
| ------ | ------ | ---------------- | ------------ | -------------- | ------------------ | --------- |
| Мушки  | 22     | 7                | 12           | 3              | 0                  | 0         |
| Женски | 31     | 3                | 12           | 16             | 0                  | 0         |
| УКУПНО | 53     | 10               | 24           | 19             | 0                  | 0         |

| Пол    | Укупно                    | Пољопривреда, лов и шумарство | Рибарство                            | Вађење руде и камена | Прерађивачка индустрија       |
| ------ | ------------------------- | ----------------------------- | ------------------------------------ | -------------------- | ----------------------------- |
| Мушки  | 6                         | 4                             | 0                                    | 0                    | 1                             |
| Женски | 4                         | 4                             | 0                                    | 0                    | 0                             |
| УКУПНО | 10                        | 8                             | 0                                    | 0                    | 1                             |
| Пол    | Производња и снабдевање   | Грађевинарство                | Трговина                             | Хотели и ресторани   | Саобраћај, складиштење и везе |
| Мушки  | 0                         | 0                             | 0                                    | 0                    | 1                             |
| Женски | 0                         | 0                             | 0                                    | 0                    | 0                             |
| УКУПНО | 0                         | 0                             | 0                                    | 0                    | 1                             |
| Пол    | Финансијско посредовање   | Некретнине                    | Државна управа и одбрана             | Образовање           | Здравствени и социјални рад   |
| Мушки  | 0                         | 0                             | 0                                    | 0                    | 0                             |
| Женски | 0                         | 0                             | 0                                    | 0                    | 0                             |
| УКУПНО | 0                         | 0                             | 0                                    | 0                    | 0                             |
| Пол    | Остале услужне активности | Приватна домаћинства          | Екстериторијалне организације и тела | Непознато            | Непознато                     |
| Мушки  | 0                         | 0                             | 0                                    | 0                    | 0                             |
| Женски | 0                         | 0                             | 0                                    | 0                    | 0                             |
| УКУПНО | 0                         | 0                             | 0                                    | 0                    | 0                             |